# گولد فیلدز
گولد فیلدز (انگلیسی: Gold Fields) شرکت معدن در آفریقای جنوبی است، که در سال ۲۰۰۰ تأسیس شد.